# Suchaja Dudinka
La Suchaja Dudinka (in russo Сухая Дудинка?) è un fiume della Russia siberiana orientale, affluente di destra dell'Enisej. Scorre nel Tajmyrskij rajon del Territorio di Krasnojarsk.
La sorgente del fiume si trova all'estremità orientale di un laghetto senza nome, nella tundra collinare, ad un'altitudine di oltre 112 m sul livello del mare. Il fiume scorre principalmente in direzione nord-occidentale, nel basso corso gira a sud-ovest fino a immettersi nell'Enisej a 371 km dalla foce. Ha una lunghezza di 150 km e il suo bacino è di 2 060 km². Il suo maggior affluente è la Kir'janovskaja (lungo 77 km) proveniente dalla destra idrografica.